# Karel Fleischmann
Karel Fleischmann (ur. 22 lutego 1897 w Klatovach, zm. w październiku 1944 w Auschwitz-Birkenau) – czeski lekarz dermatolog, artysta rysownik, poeta, pisarz.

## Życiorys
Urodził się w 1897 roku w Klatovach jako syn zawodowego grafika Adolfa Fleischmanna i jego żony Frantziski. Studiował na Uniwersytecie Karola w Pradze, po studiach w 1925 roku otworzył prywatną praktykę w Czeskich Budziejowicach. W 1928 roku obejrzał wystawę dzieł Albrechta Dürera, zorganizowaną z okazji 400. rocznicy śmierci, i wywarła ona na nim wielkie wrażenie. Równolegle z praktyką lekarską rozwijał swoje zainteresowania artystyczne; współtworzył awangardową grupę artystyczną "Linie" i należał do komitetu redakcyjnego wydawanego przez nią czasopisma. Od 1928 do 1938 opublikował wiele opowiadań, powieść Návrat (České Budějovice, 1933), zbiór drzeworytów i linorytów Prázdninova cestá (1928) i zbiór poezji Pěsti do oblak (1938). Był też członkiem organizacji "Budivoj", grupującej czeskich nauczycieli akademickich, sprzeciwiających się ekspansji niemieckiej kultury na obszar Moraw; syjonistycznej organizacji sportowej "Makkabi"; oraz jednym z najaktywniejszych członków organizacji "Theodor Herzl-Verein", zrzeszającej czeskich syjonistów.
Po zajęciu Czechosłowacji przez Niemców nie emigrował, mimo że miał taką możliwość (dostał zaproszenie do Palestyny); oddał swój paszport przyjacielowi. 18 kwietnia 1942 roku został wysłany do KZ Theresienstadt. W getcie razem z innymi lekarzami usiłował świadczyć pomoc medyczną więźniom. Opiekował się m.in. grupą niewidomych (liczyła od 150 do 445 osób), żyjących w sektorze Q319 getta (Blindenheim). Ordynatorem kliniki w getcie, w której pracowało około 600 żydowskich lekarzy, był dr Erich Munk (1904–1944). Wtedy powstało wiele dzieł Fleischmanna, ilustrujących codzienność życia w getcie. Rysunki powstawały najczęściej przy użyciu ołówka, węgla, czarnej kredki lub tuszu indyjskiego. Większość jego prac przetrwała wojnę i zachowała się do dziś, wystawiane są m.in. w Muzeum Żydowskim w Pradze.
W getcie ożenił się z wieloletnią przyjaciółką Rozą Brozin chcąc uchronić ją przed wysłaniem na wschód, wykorzystując swoją wysoką pozycję w administracji medycznej getta. Oboje zostali jednak wysłani 23 października 1944 do niemieckiego obozu zagłady w Auschwitz. Tam zginęli w komorze gazowej.